# Satō Eisaku

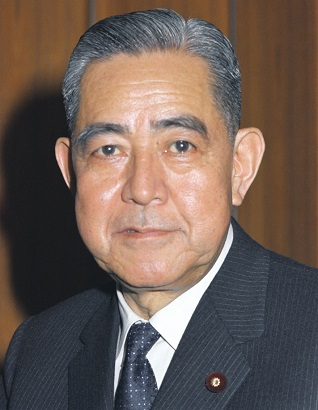
Satō Eisaku

Satō Eisaku (jap. 佐藤 榮作; * 27. März 1901 im heutigen Tabuse, Yamaguchi; † 3. Juni 1975 in Tokio) war ein japanischer Politiker, der der liberaldemokratischen Partei angehörte. Er war von 1958 bis 1960 Finanzminister und von 1964 bis 1972 der 39. Premierminister Japans. In Anerkennung für Japans Beitritt zum Atomwaffensperrvertrag erhielt Satō 1974 als erster Asiate den Friedensnobelpreis. Von 1964 bis 1975 war er Präsident der International Karate Organization Kyokushinkaikan.

## Biographie

### Frühe Jahre
Satō Eisaku wurde 1901 als Sohn des Beamten und Reisweinproduzenten Kishi geboren. Gemeinsam mit seinem Vater wurde Satō Eisaku von der Familie Satō adoptiert und nahm entsprechend diesen Namen an, sein Bruder Kishi Nobusuke wurde dagegen wieder in die Familie Kishi adoptiert und nahm diesen Namen erneut an. Satō Eisaku besuchte die Kuniki-Schule in Tabuse und später eine höhere Schule in Kumamoto. Sein Studium absolvierte er an der Kaiserlichen Universität in Tokio, wo er sein Examen in den Rechtswissenschaften ablegte. Danach begann er seine Arbeit beim japanischen Eisenbahnministerium, wo er als Beamter für 24 Jahre tätig war. 1929 heiratete er seine Cousine Hiroko, mit der er zwei Söhne haben sollte.
Er besuchte 1934 und 1937 Europa und die USA. 1941 wurde er Leiter des Kontrollbüros im Eisenbahnministerium, 1943 Leiter der Automobilabteilung des Ministeriums für Verkehr und Kommunikation, 1946 Leiter der Eisenbahnabteilung im Verkehrsministerium.

### Politische Laufbahn
Während der ersten Amtszeit des Premierministers Yoshida Shigeru sollte er von diesem als Chefkabinettssekretär eingesetzt werden, dies wurde allerdings von den US-amerikanischen Besatzern  (GHQ/SCAP) verhindert. Diese hielten zu dem Zeitpunkt Satō Eisakus Bruder Kishi Nobusuke als mutmaßlichen Kriegsverbrecher der Klasse A gefangen. Unter Katayama Tetsu war er von 1947 bis 1948 Staatssekretär im Verkehrsministerium. Anschließend beendete er seine Beamtenlaufbahn.
Im Frühjahr 1948 wurde er Mitglied der Demokratisch-Liberalen Partei, wo er bald darauf Parteivorsitzender der Präfektur Yamaguchi wurde. Erstmals ein politisches Amt erhielt Satō als Chefkabinettssekretär im 2. Kabinett Yoshida. In den Jahren von 1949 bis 1972 war Satō Eisaku Mitglied des japanischen Unterhauses für den fünfmandatigen 2. Wahlkreis Yamaguchi. Von 1951 bis 1952 übernahm er das Amt des Ministers für Post und Telekommunikation im 3. Kabinett Yoshida, in den folgenden beiden Jahren das des Bauministers im 4. Kabinett Yoshida. 1954 war er in einen Bestechungsskandal um eine japanische Werft verwickelt, trat in dem Jahr von seinem Posten zurück und trat einige Jahre politisch in den Hintergrund.
1953 wurde er Generalsekretär der Liberalen Partei, mit der er als Anhänger der sogenannten „Yoshida-Schule“, die sich überwiegend aus der Ministerialbürokratie rekrutierte, beim Antritt von Premierminister Hatoyama Ichirō in die Opposition ging. 1955 beteiligte er sich nicht an der Gründung der Liberaldemokratischen Partei (LDP), der er erst 1957 nach dem Rücktritt Hatoyamas beitrat. In der LDP begründete er die Satō-Faktion, das Shūzankai, das sich zu einer der Hauptströmungen der Partei entwickelte und Vorläufer der mächtigen Tanaka-Faktion war.

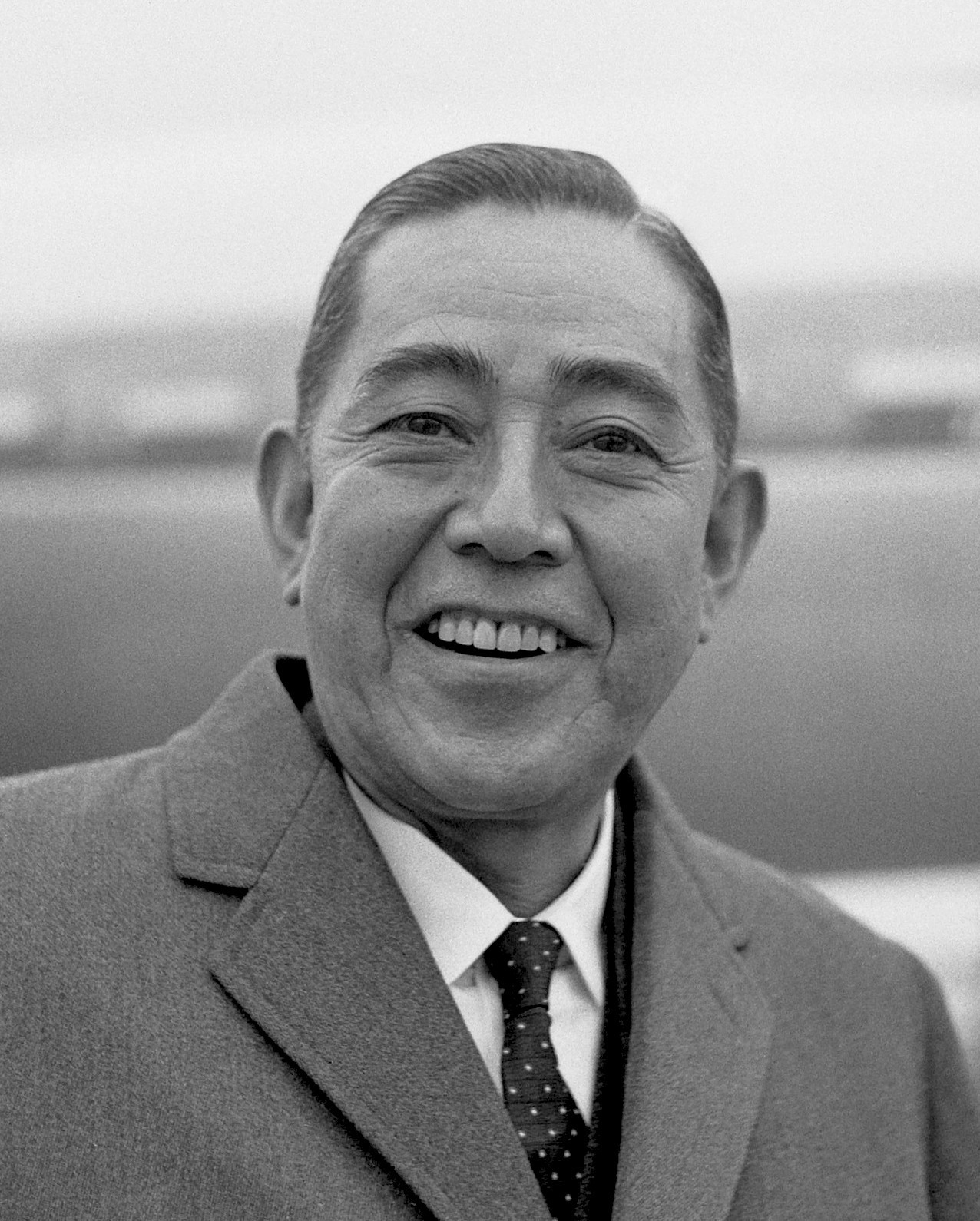
Satō Eisaku, 1960

1958 wurde sein Bruder Kishi Nobusuke Premierminister. Er nahm Satō Nobusuke als Finanzminister in sein Kabinett auf. 1961 wurde er dann Minister für Internationalen Handel und Industrie unter Ikeda Hayato. Von 1961 bis 1963 bekleidete er das Amt des Ministers für Wissenschaft und Technik und war zugleich Vorsitzender der japanischen Kernenergiekommission.

### Premierminister Japans
Als Ikeda Hayato im November 1964 aufgrund eines Kehlkopfleidens zurücktrat, benannte er Satō Eisaku als seinen Nachfolger für das Amt des Premierministers, welches dieser bis 1972 behielt. Den Parteivorsitz der LDP übernahm Satō erst im Dezember 1964. Er setzte die Politik im Sinne seines Vorgängers fort und versuchte, die Wirtschaft weiter voranzubringen, indem er sich mehr und mehr der Politik der USA annäherte und diese bei ihrer Politik gegen Vietnam unterstützte.
1969 reiste Satō Eisaku nach Washington D.C., um mit dem Präsidenten der USA Richard Nixon über die Rückgabe der im Pazifikkrieg besetzten Ryūkyū-Inseln an Japan zu verhandeln. Durch diese Verhandlungen wurde die Position Japans gestärkt und die USA akzeptierten Japan als gleichwertigen Partner. Die Übergabe des Okinawa-Archipels erfolgte am 15. Mai 1972. Im Juli des gleichen Jahres trat Satō Eisaku als Premierminister und als Parteivorsitzender zurück. Damit war er fast acht Jahre ohne Unterbrechung im Amt und damit länger als jeder seiner Vorgänger. Erst sein Großneffe Abe Shinzō konnte ihn in dieser Hinsicht um wenige Monate übertreffen. Zudem stieg Japan während seiner Amtszeit zur drittgrößten Wirtschaftsmacht der Welt auf.
Im Jahre 1974, auf dem Höhepunkt des Kalten Krieges, erhielt Satō Eisaku den Friedensnobelpreis für sein Engagement in der Versöhnungspolitik und für die Friedenspolitik im pazifischen Raum sowie für seinen Einsatz für die Nichtverbreitung von Atomwaffen ein (siehe auch Drei nicht-nukleare Prinzipien). Gemeinsam mit ihm erhielt auch Seán MacBride als Präsident des Internationalen Friedensbüros den Nobelpreis. 
Satō starb am 3. Juni 1975 in Tokio.im Alter von 74 Jahren.

#### Geheimabsprachen mit den Vereinigten Staaten
1965 bat Satō US-Verteidigungsminister Robert McNamara, im Falle eines Krieges mit der Volksrepublik China einen nuklearen Erstschlag auszuführen, und vereinbarte mit Präsident Johnson eine nukleare Garantie. Im Zusammenhang mit der Vereinbarung über die Rückgabe Okinawas 1969 entstand eine Geheimvereinbarung, die dem US-Militär die Stationierung von Nuklearwaffen in japanischen Häfen ohne Informierung der japanischen Regierung erlaubt, wie sie nach dem Sicherheitsvertrag von 1960 vorgesehen ist.